# Netania Davrath
Netania Davrath (en ucraniano: Нетания Доврат; en hebreo: נתניה דברת‎) (Rivne, Ucrania, 12 de agosto de 1931 – Israel, 11 de abril de 1987) fue una soprano operística ucraniana-israelí.

## Vida
Nació en 1931 en la ciudad ucraniana de Rivne, en ese entonces parte de la ahora extinta Unión Soviética. En 1948 se mudó a Israel con su familia. En Jerusalén estudió con Edith Boroschek. Se perfeccionó en Düsseldorf y más tarde en la Escuela Juilliard de Nueva York con la célebre mezzosoprano Jennie Tourel. 

## Carrera
Debutó en el Town Hall de esa ciudad en 1962. Cantó ópera pero en la plataforma de concierto halló la fama, colaborando con directores como Leonard Bernstein, John Barbirolli, Leopold Stokowski y Zubin Mehta con orquestas como la Filarmónica de Nueva York, la Sinfónica de Chicago, la Filarmónica de Londres y la Ópera Lírica de Chicago, entre otras.
Su atracción temprana por la música folclórica y el hablar ocho idiomas la hizo favorita en piezas tan disímiles como los Cantos de Auvernia, las Bachianas brasileiras, canciones rusas, judías etc. Grabó una docena de discos; de ellos, el más elogiado es Cantos de Auvernia de Joseph Canteloube por el que mereció una nominación para los Premios Grammy en 1963.
Falleció a los 55 años en plena carrera.

## Discografía selecta
- 1963 – Canteloube: Songs of the Auvergne (series 1-5). Pierre de la Roche (Vanguard).
- 1963 – Latin-American fiesta, Leonard Bernstein, Filarmónica de Nueva York (Columbia).
- 1964 – Behold Thou art Fair (Vanguard).
- 1965 – Netania Davrath sings Yiddish Folk Songs (Vanguard VSD-2127).
- 1965 – Honegger: Judith. Maurice Abravanel, Orquesta Sinfónica de Utah (Vanguard).[6]
- 1966 – New Songs of the Auvergne, arr. Gershon Kingsley (Vanguard Classics SVC-38/39).
- 1967 – Baroque Cantatas (Vanguard).
- 1968 – Honegger: Le Roi David. Maurice Abravanel, Orquesta Sinfónica de Utah (Vanguard).
- 1971 – The Yiddish dream: a heritage of Jewish song (Vanguard).
- 1993 – Netania Davrath Sings Russian, Israeli and Yiddish Folk Songs. Orquesta Robert de Cormier (Vanguard Classics 08 8058 72).